# The Struggle (film, 1913, Melford)
Pour les articles homonymes, voir The Struggle.
Pour plus de détails, voir Fiche technique et Distribution.
The Struggle est un court-métrage muet américain réalisé par George Melford, sorti en 1913.

## Fiche technique
- Titre original : The Struggle
- Réalisation : George Melford
- Scénario :
- Photographie :
- Pays de production : États-Unis
- Format : Noir et blanc
- Genre : drame
- Date de sortie : 1913

## Distribution
- Carlyle Blackwell : Bat Thomas
- Marin Sais : Maggie Blake
- William West : Masterson
- Paul Hurst : Mooney
- George Melford : Jimmie Blake, frère de Maggie